# Повний двочастковий граф
Повний двочастковий граф (бікліка) — спеціальний вид двочасткового графа, у якого будь-яка вершина першої частки з'єднана з усіма вершинами другої частки вершин.

## Визначення
Повний двочастковий граф {\displaystyle G:=(V_{1}+V_{2},E)} — це двочастковий граф, такий що для будь-яких двох вершин {\displaystyle v_{1}\in V_{1}} і {\displaystyle v_{2}\in V_{2}}, {\displaystyle (v_{1},v_{2})} є ребром в {\displaystyle G}. Повний двочастковий граф з частками розміру {\displaystyle |V_{1}|=m} і {\displaystyle |V_{2}|=n} позначається як. {\displaystyle K_{m,n}}.

## Приклади

Графи-зірки,, і.

Граф.

- Графи {\displaystyle K_{1,k}} називаються зірками, всі повні двочасткові графи, які є деревами, є зірками.
- Граф {\displaystyle K_{1,3}} називається клешнею та використовується для визначення графів без клешень.
- Граф {\displaystyle K_{3,3}} іноді називається «комунальним графом», назва йде від класичної задачі «вода, газ та електрика», яка в сучасній інтерпретації використовує «комунальне» формулювання (підключити три будинки до водо- електро- та газопостачання без перетинів ліній на площині); задача нерозв'язна незважаючи на непланарність графа {\displaystyle K_{3,3}}.

## Властивості
- Задача пошуку для даного двочасткового графа повного двочасткового підграфа {\displaystyle K_{m,n}} NP-повна.
- Планарний граф не може містити {\displaystyle K_{3,3}} як мінор графа. Зовніпланарний граф не може містити {\displaystyle K_{3,2}} як мінор (Це недостатня умова планарності та зовнішньої планарності, а необхідна). І навпаки, будь-який непланарний граф містить або {\displaystyle K_{3,3}}, або повний граф {\displaystyle K_{5}} як мінор (теорема Куратовського).
- Повні двочасткові графи {\displaystyle K_{n,n}} є графами Мура і {\displaystyle (n,4)}-клітками.
- Повні двочасткові графи {\displaystyle K_{n,n}} і {\displaystyle K_{n,n+1}} є графами Турана.
- Повний двочастковий граф {\displaystyle K_{m,n}} має розмір вершинного покриття, рівний {\displaystyle \min(m,n)} і розмір реберного покриття, що дорівнює {\displaystyle \max(m,n)}.
- Повний двочастковий граф {\displaystyle K_{m,n}} має максимальну незалежну множину розміром {\displaystyle \max(m,n)}.
- Матриця суміжності повного двочасткового графа {\displaystyle K_{m,n}} має власні значення {\displaystyle {\sqrt {nm}}}, {\displaystyle -{\sqrt {nm}}} і {\displaystyle 0} із кратностями {\displaystyle 1}, {\displaystyle 1} і {\displaystyle n+m-2} відповідно.
- Матриця Лапласа повного двочасткового графа {\displaystyle K_{m,n}} має власні значення {\displaystyle n+m}, {\displaystyle n}, {\displaystyle m}, {\displaystyle 0} із кратностями {\displaystyle 1}, {\displaystyle m-1}, {\displaystyle n-1} і {\displaystyle 1} відповідно.
- Повний двочастковий граф {\displaystyle K_{m,n}} має {\displaystyle m^{n-1}\cdot n^{m-1}} кістякових дерев.
- Повний двочастковий граф {\displaystyle K_{m,n}} має максимальне парування розміру {\displaystyle \min(m,n)}.
- Повний двочастковий граф {\displaystyle K_{n,n}} має підхоже {\displaystyle n}-реберне розфарбування, яке відповідає латинському квадрату.

Останні два результати є наслідком теореми Холла, застосованої до {\displaystyle k}-регулярного двочасткового графа.